# Makkovik Airport
Makkovik Airport är en flygplats i Kanada. Den ligger i den östra delen av landet, 1 600 km nordost om huvudstaden Ottawa. Makkovik Airport ligger 71 meter över havet.
Terrängen runt Makkovik Airport är huvudsakligen kuperad, men den allra närmaste omgivningen är platt. Trakten runt Makkovik Airport är nära nog obefolkad, med mindre än två invånare per kvadratkilometer.. Närmaste större samhälle är Makkovik, 1,0 km öster om Makkovik Airport.
Omgivningarna runt Makkovik Airport är i huvudsak ett öppet busklandskap.